# Ayam Cemani
Ayam Cemani er en hønserace fra Indonesien. Ayam betyder høne på indonesisk, og Cemani er en landsby i nærheden af den centraljavanske by Surakarta. Racen findes i central- og Østjava, Madura og på Sumatra. Der findes mange krydsninger og varianter af racen. Jo sortere høne der er tale om, jo mere værdifuld er hønen, da overtroiske mennesker tror, at hønen besidder mystiske kræfter!
Racen blev først beskrevet af hollandske kolonister i 1920’erne. Men den er så vidt vides først blevet importeret til Europa i 1998 af den hollandske hønseavler- og entusiast, Jan Steverink. I Holland blev racen anerkendt som en hønserace i 2003, og herfra er racen nu blevet indført i Tyskland, Belgien, Tjekkiet og Slovakiet. 
Det vigtigste kendetegn på racen er, at den er fuldstændig sort. Sorte fjer med et grønligt skær, sorte ben og tånegle, sort næb og tunge, sort kam, hud, hagelapper og øreskiver, sort kød og ben og endda sorte organer. Nogle hjemmesider påstår udover dette, at racen også har sort blod, mens andre nævner dette som den eneste undtagelse, og at blodet kun er usædvanlig mørkt. Racen er en underart af den mere almindelige indonesiske hønserace Kedu. Racen er livlig, og bruges derfor også som kamphøns.
Hanen vejer fra 1,8 til 2,5 kg, den har en normal kam med 4 til 7 takker og en lang skarp spore på hvert ben. 
Hønen vejer fra 1,0 til 2,0 kg, den lægger 80 cremefarvede æg af 45 gram årligt.
Da der ikke findes en international standart for, hvordan racen skal se ud, er der meget forskellige informationer om, hvordan racen ser ud osv. 
Genopdagelsen af racen har resulteret i, at man nu regner med at den mindre svenske sorthøne stammer fra Ayam Cemani fra Indonesien og ikke fra høns fra Mozambique som tidligere antaget. Den svenske sorthøne, minder på mange punkter om Ayam Cemani, dog er der de forskelle, at den svenske sorthøne har hvide øreskiver i modsætning til Ayam Cemani, som har sorte øreskiver, dertil lægger den svenske sorthøne også flere æg årligt. 